# Karl Pflanzer-Baltin

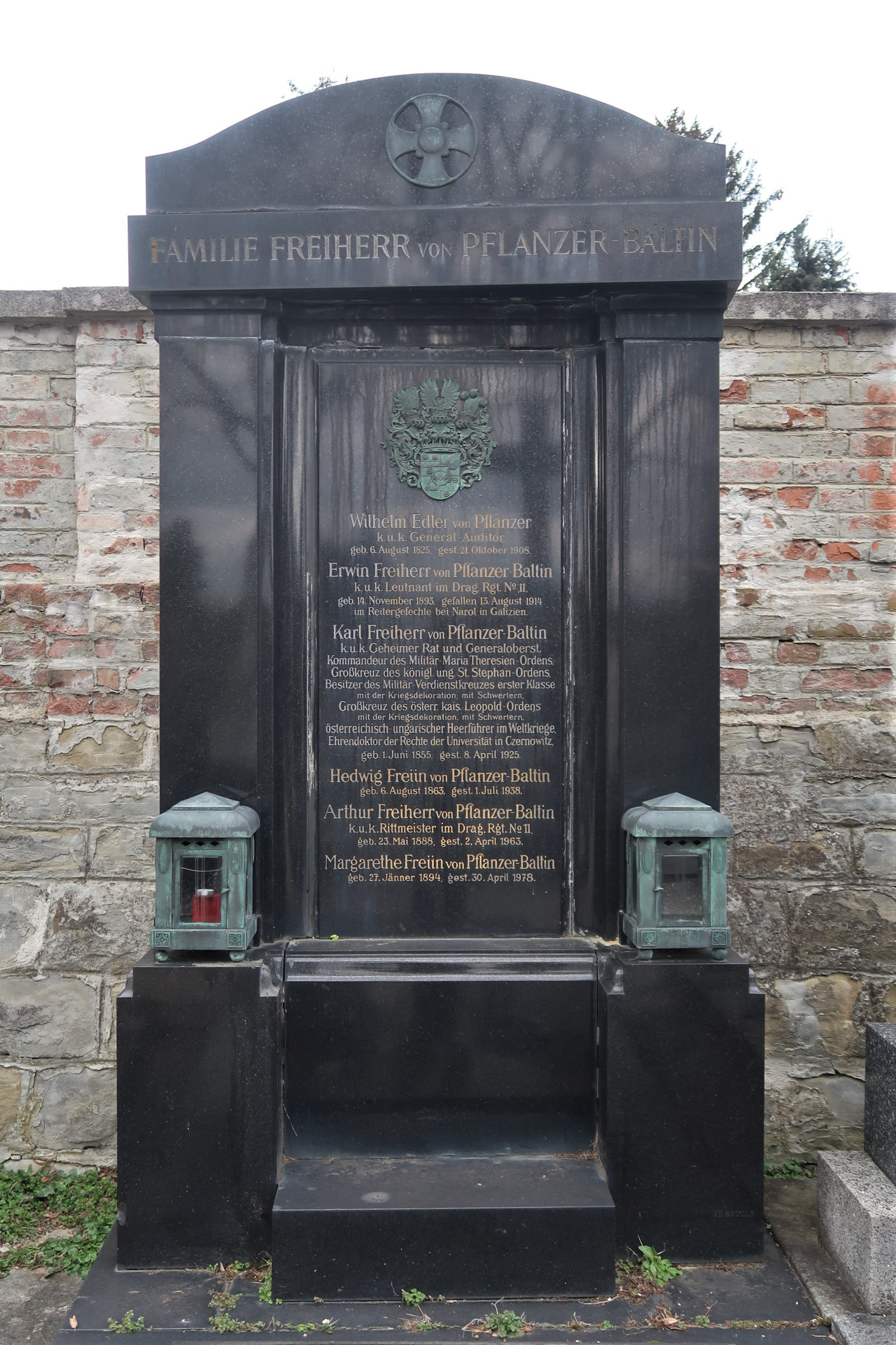
Grobowiec rodzinny generała von Pflanzer-Baltin

Karl von Pflanzer-Baltin (ur. 1 czerwca 1855 w Peczu, zm. 8 kwietnia 1925 w Wiedniu) – generał pułkownik cesarskiej i królewskiej Armii, doktor filozofii i prawa.

## Życiorys
Urodził się w rodzinie generała audytora Wilhelma Pflanzera. Odbył edukację wojskową. Na stopień podporucznika został mianowany ze starszeństwem z 1 września 1875 i wcielony do Czeskiego Pułku Dragonów Nr 1 w Pardubicach. W 1878 został przyjęty do Szkoły Wojennej w Wiedniu, pozostając oficerem nadetatowym DR. 1. Na stopień porucznika został mianowany ze starszeństwem z 1 maja 1880. W tym samym roku, po ukończeniu studiów, otrzymał tytuł „oficera przydzielonego do Sztabu Generalnego” i przeniesienie do Komendy XVI Dywizji Piechoty w Sybinie na stanowisko oficera sztabu. W następnym roku został przeniesiony do 60 Brygady Piechoty we Lwowie na stanowisko oficera sztabu. W 1882 został przeniesiony do 14 Brygady Kawalerii w Przemyślu na takie samo stanowisko.
Do 1889 pełnił rozmaite funkcje w sztabie korpusu w Temeszwarze. W 1884 został awansowany do stopnia rotmistrza 18 Dywizji Piechoty w Mostarze. W 1889 stacjonował w Tarnowie, w szeregach słynnego Galicyjskiego Pułku Ułanów Nr 2. W czasie pobytu w tym garnizonie poznał swoją przyszłą żonę, Jadwigę Feger, z którą miał dwóch synów (jeden z nich zginął podczas I wojny).
20 marca 1893 ojciec Pflanzera w dowód zasług otrzymał tytuł szlachecki Edler von Baltin, podobnie jego syn Karl, który został uhonorowany w ten sam sposób 8 kwietnia tego roku. Został adoptowany przez wuja Josefa von Baltina, który przekazał mu tytuł barona.
W 1896 został przeniesiony do Komendy 11 Korpusu we Lwowie na stanowisko szefa Sztabu Generalnego. Na tym stanowisku 1 maja 1897 został mianowany pułkownikiem. 13 maja 1903 został mianowany na stopień generała majora ze starszeństwem z 1 maja tego roku i wyznaczony na stanowisko komendanta 32 Brygady Piechoty w Sybinie należącej do 16 Dywizji Piechoty. W 1905 został przesunięty w tej samej dywizji na stanowisko komendanta 31 Brygady Piechoty w Braszowie. Już wówczas dał się poznać jako wytrawny taktyk, zwolennik teorii, zgodnie z którą podwładni powinni doskonale rozumieć zamiary szefa. Jego niekonwencjonalna metoda osobistego nadzoru nad szkoleniem żołnierzy była krytykowana przez innych wyższych rangą oficerów, co jednak nie przeszkodziło mu w awansach.
30 października 1907 został mianowany na stopień marszałka polnego porucznika ze starszeństwem z 1 listopada tego roku i wyznaczony na stanowisko komendanta 4 Dywizji Piechoty w Brnie. W 1911 został generalnym inspektorem korpuśnych szkół oficerskich. 29 października 1912 został mianowany tytularnym generałem kawalerii, a 28 października 1914 mianowany rzeczywistym generałem kawalerii.
W czasie I wojny światowej zrobił błyskotliwą karierę. Na przełomie lat 1914-1915 zdołał zatrzymać w Karpatach atak armii rosyjskiej prącej z zajętej Galicji do Kotliny Panońskiej. Za osiągnięcia frontowe 25 kwietnia 1915 otrzymał order Leopolda i tytuł tajnego radcy dworu.
20 grudnia 1915 został szefem Pułku Piechoty Nr 93. 8 maja 1916 został mianowany na stopień generała pułkownika ze starszeństwem z 1 maja tego roku. Zarazem za zasługi w wyzwoleniu Czerniowiec spod okupacji rosyjskiej tamtejszy uniwersytet przyznał mu doktorat honoris causa w dziedzinie filozofii.
W 1916 został skrytykowany przez dowództwo niemieckie, które mu nie ufało i odmówiło podporządkowania się w skali operacyjnej podczas ofensywy Brusiłowa. Na osobiste polecenie następcy tronu Pflanzer-Baltin podał się do dymisji.
Po objęciu tronu przez cesarza Karola, Pflanzer-Baltin powrócił w 1917 do służby. 8 marca 1918 został generalnym inspektorem piechoty, a w lipcu 1918 objął dowodzenie na froncie albańskim Armegruppe Albanien, gdzie odniósł wiele zwycięstw nad aliantami. Do samego końca wojny generał Pflanzer-Baltin pozostał nie pobity w polu. 1 grudnia 1918 został przeniesiony w stan spoczynku.
Po wojnie osiadł w Wiedniu, gdzie zmarł, został pochowany na cmentarzu Hietzinger.

## Odznaczenia
Odznaczenia gen. Karla Pflanzer-Baltina to między innymi:
- Krzyż Zasługi Wojskowej I klasy z mieczami i dekoracją wojenną
- Krzyż Wielki Orderu Leopolda z mieczami i dekoracją wojenną
- Kawaler Orderu Korony Żelaznej I klasy z mieczami i dekoracją wojenną
- Kawaler Orderu Leopolda
- Kawaler Orderu Korony Żelaznej III klasy
- Wielki Medal Zasługi Wojennej z mieczami
- Gwiazda Zasługi Czerwonego Krzyż z dekoracją wojenną
- Krzyż Zasługi Wojskowej III klasy
- Odznaka za Służbę Wojskową II klasy
- Medal Jubileuszowy Pamiątkowy dla Sił Zbrojnych i Żandarmerii
- Krzyż Jubileuszowy Wojskowy
- Kawaler Orderu Królewskiego Korony I klasy (Cesarstwo Niemieckie)[13]
- Komandor Orderu Gwiazdy Rumunii (Królestwo Rumunii)[13]